# Aubisca
El coll d'Aubisca o simplement Aubisca (1.709 m) (en francès Col d'Aubisque) és un port de muntanya dels Pirineus, que es troba al departament dels Pirineus Atlàntics, Aquitània, uns 30 km al sud de Tarba i Pau.
El coll es troba al vessant nord del pic de Ger (2,613m) i uneix Laruntz, a la vall del Gave d'Aussau, via Aigas Bonas (oest) amb Argelèrs de Gasòst, a la vall del Gave de Pau, via el coll de Solor (est); se situa a la comuna de Biost. La carretera creua el Circ de Litor, a la part alta de la vall d'Osom. Generalment el port queda tancat per neu entre desembre i juny.
El coll és punt d'inici de nombroses excursions i un centre d'esports hivernal. Durant l'estiu és molt popular entre els ciclistes i habitualment és superat pel Tour de França.

## El coll
Al cim del coll hi ha una placa commemorativa dedicada a André Bach, 1888–1945, membre de la Legió d'Honor i President del Cyclo Club de Béarn (C.C.B.). André Bach fou mutilat durant la Primera Guerra Mundial, quan va perdre el braç esquerre el 1916. El 1943 va ser deportat al camp de concentració de Buchenwald, i morí el maig de 1945 a Boulay-Moselle mentre tornava a casa. L'estela fou inaugurada el 26 de setembre de 1948, i cada any se li fa un homenatge.

## Detalls de l'ascensió

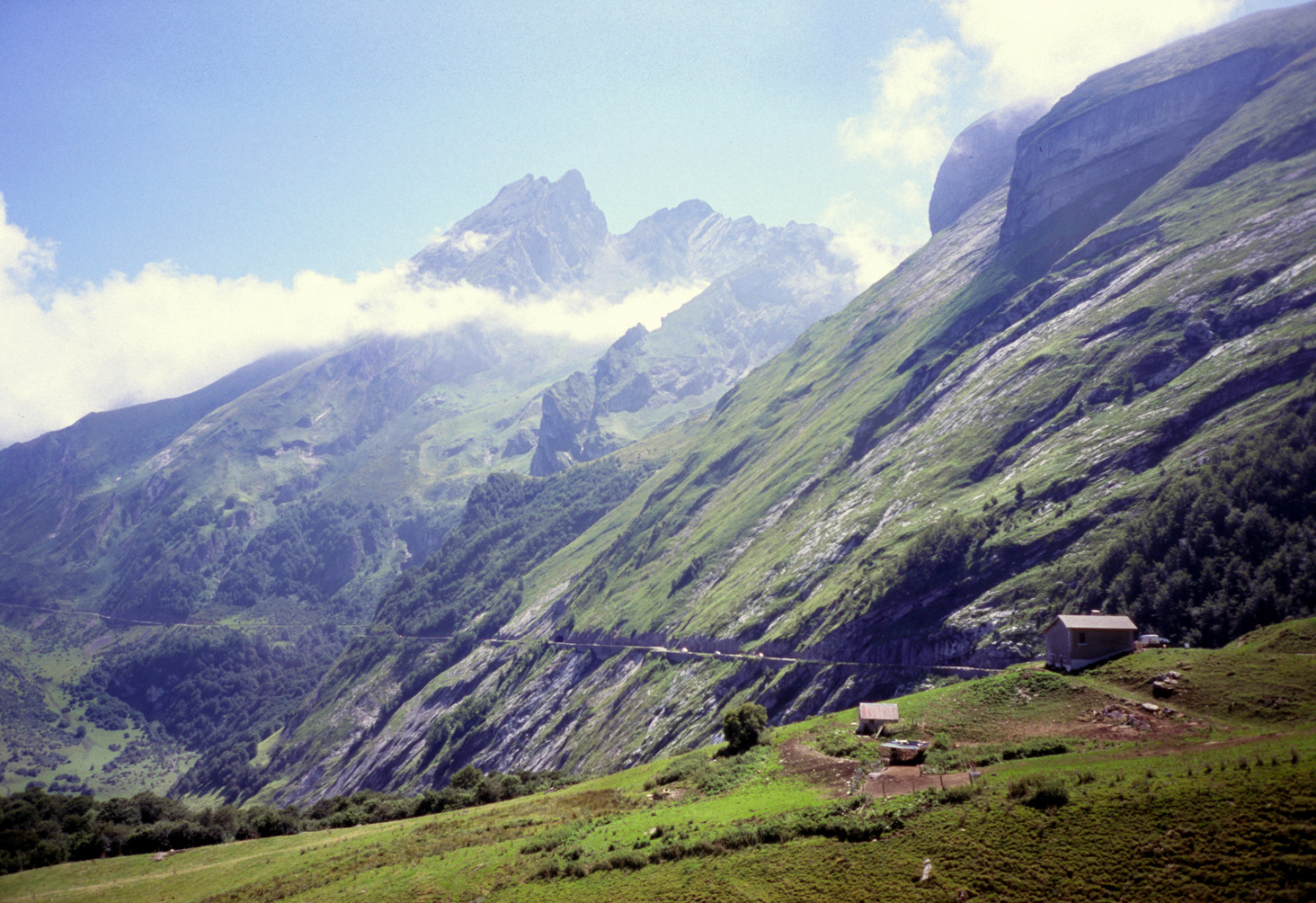
La carretera entre l'Aubisca i el Soulor

L'ascensió fins a l'Aubisca per l'oest comença a Laruntz, des d'on s'han de superar 16,6 km i 1.190 metres de desnivell, a una mitjana del 7,2%. Els primers quilòmetres, fins al centre termal d'Aigas Bonas, és força senzill, però després de la cascada de Valentin hi ha un tram al 13% i ja no es baixa del 8% fins al cim, al qual manquen 8 km, deixant enrere l'estació d'esquí de Goreta a 1.400 m.
L'ascensió per la cara est es fa previ pas pel coll de Solor (1.474 m). Iniciant l'ascensió a Argelèrs de Gasòst, el Soulor es creua després de 19,5 km, en què se superen 1.019 metres de desnivell a una mitjana del 5,2%. A partir d'Arrens e Marçós hi ha trams superiors al 10%. Des del Soulor l'Aubisca es troba a 10,6 km. Primer hi ha un tram de descens en què es voregen els penya-segats del circ de Litor, amb dos curts i estrets túnels. Des del Circ de Litor l'Aubisca es troba a 7,5 km al 4,6%, i 350 metres de desnivell.

## L'Aubisca al Tour de França
L'Aubisca va ser superat per primera vegada al Tour de França de 1910, sent el primer ciclista a passar-hi François Lafourcade. Des d'aleshores s'ha superat en 72 ocasions, sent inclòs de manera consecutiva en totes les edicions del Tour fins al 1958. En tres ocasions ha estat el punt final de l'etapa, tot i que el 1971 sols s'arribà fins a l'estació d'esquí de Goreta.

### Finals d'etapa
| Any  | Etapa | Inici etapa         | Km    | Categoria | Vencedor d'etapa          |
| ---- | ----- | ------------------- | ----- | --------- | ------------------------- |
| 2007 | 16    | Ortès               | 218,5 | HC        | Michael Rasmussen (DEN)   |
| 1985 | 18a   | Lus e Sent Sauvaire | 52,5  | 1         | Stephen Roche (IRL)       |
| 1971 | 16a   | Banhèras de Luishon | 145   | 1         | Bernard Labourdette (FRA) |

Rasmussen guanyà la 16a etapa del 2007, confirmant la seva possibilitat de victòria a París, però aquella nit va ser acomiadat pel seu equip i expulsat de la cursa.

### Passos pel cim

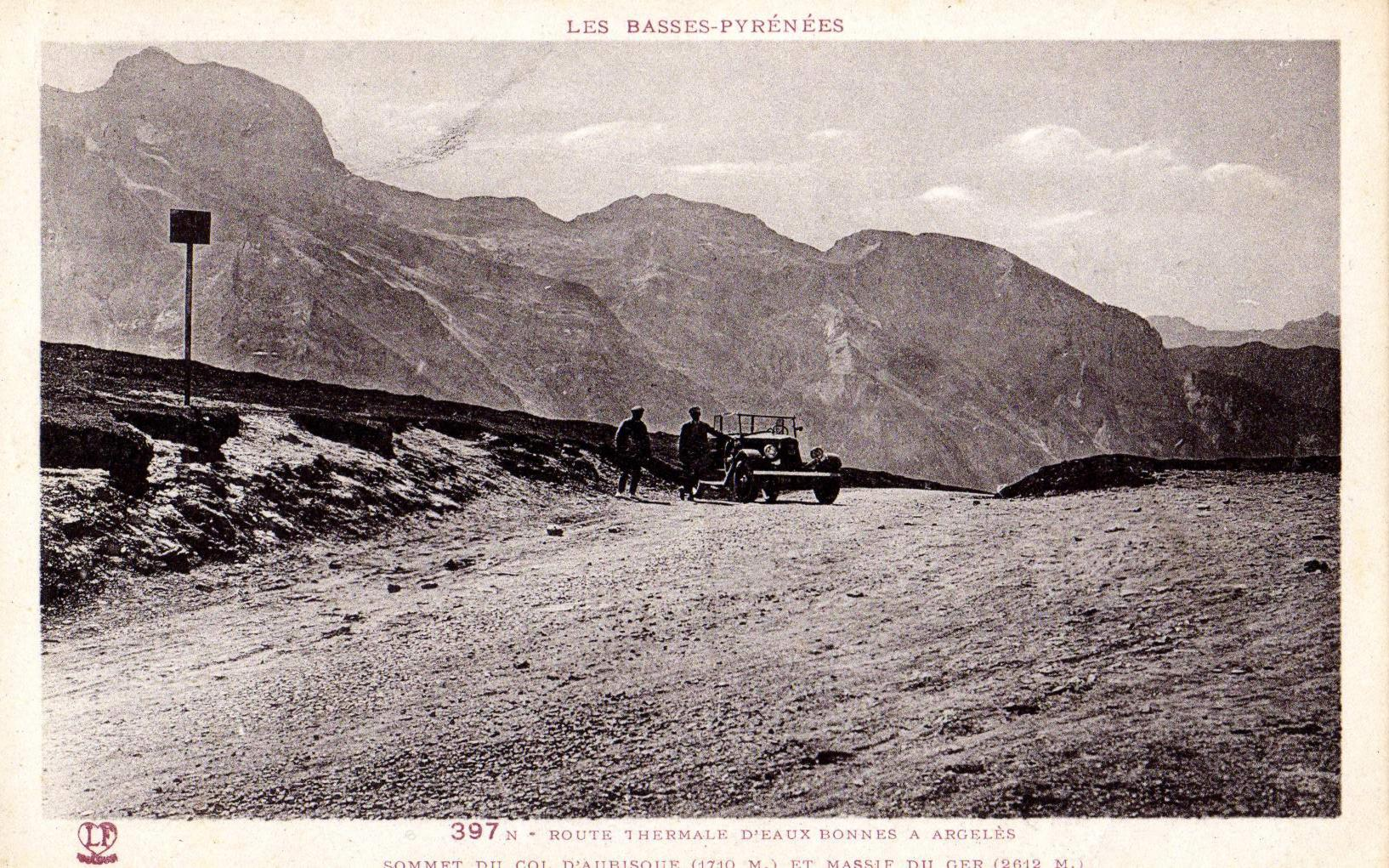
L'Aubisca el 1910.

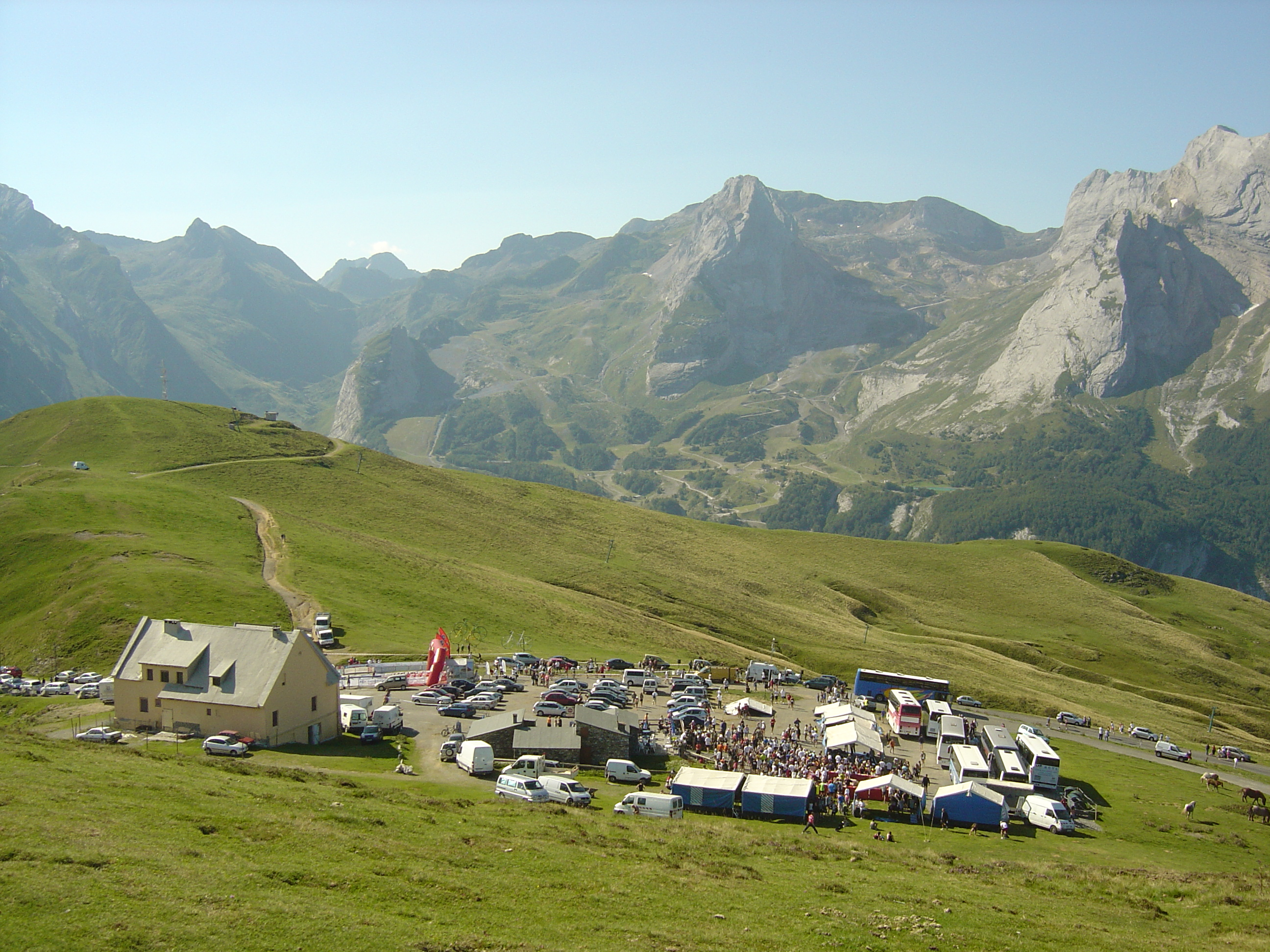
L'Aubisca el dia de la caminada popular.

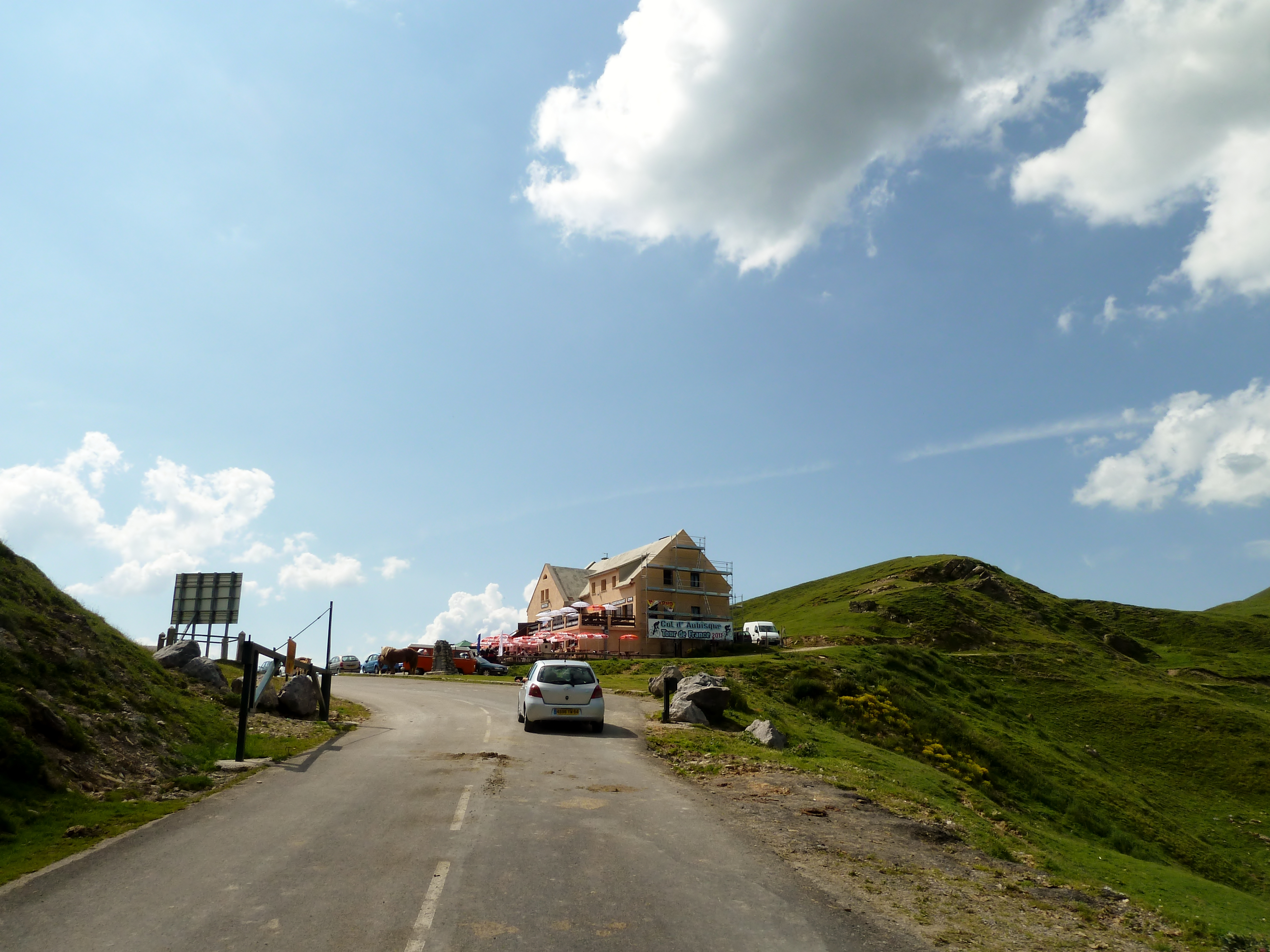
Vista del cim de l'Aubisca

| Any  | Etapa | Categoria | Inici               | Final                | Primer al cim                                 |
| ---- | ----- | --------- | ------------------- | -------------------- | --------------------------------------------- |
| 2022 | 18    | HC        | Lorda               | Hautacam             | Giulio Ciccone (ITA)                          |
| 2018 | 19    | HC        | Lorda               | Laruns               | Rafał Majka (POL)                             |
| 2012 | 16    | HC        | Pau                 | Banhèras de Luishon  | Thomas Voeckler (FRA)                         |
| 2011 | 13    | HC        | Pau                 | Lorda                | Jérémy Roy (FRA)                              |
| 2010 | 16    | HC        | Banhèras de Luishon | Pau                  | Christophe Moreau (FRA)                       |
| 2005 | 16    | HC        | Mourenx             | Pau                  | Cadel Evans (AUS)                             |
| 2002 | 11    | HC        | Pau                 | La Mongie            | Laurent Jalabert (FRA)                        |
| 2000 | 10    | 2         | Dacs                | Hautacam             | Javier Otxoa (ESP)                            |
| 1999 | 16    | 1         | Lannemezan          | Pau                  | Alberto Elli (ITA)                            |
| 1998 | 10    | HC        | Pau                 | Banhèras de Luishon  | Cédric Vasseur (FRA)                          |
| 1996 | 17    | 1         | Argelès-Gazost      | Pamplona             | Neil Stephens (AUS)                           |
| 1995 | 16    | 2         | Tarbes              | Pau                  | Etapa neutralitzada                           |
| 1993 | 17    | 1         | Tarbes              | Pau                  | Claudio Chiappucci (ITA)                      |
| 1991 | 13    | HC        | Jaca                | Val-Louron           | Guido Winterberg (SUI)                        |
| 1990 | 17    | HC        | Lorda               | Pau                  | Óscar Vargas (COL)                            |
| 1989 | 9     | HC        | Pau                 | Cauterets            | Miguel Indurain (ESP)                         |
| 1987 | 14    | HC        | Pau                 | Luz-Ardiden          | Thierry Claveyrolat (FRA)                     |
| 1985 | 18b   | HC        | Laruns              | Pau                  | Reynel Montoya (COL)                          |
| 1983 | 10    | HC        | Pau                 | Banhèras de Luishon  | Lucien Van Impe (BEL)                         |
| 1982 | 12    | 1         | Fleurance           | Pau                  | Beat Breu (SUI)                               |
| 1980 | 13    | HC        | Pau                 | Banhèras de Luishon  | Maurice Le Guilloux (FRA)                     |
| 1977 | 2     | 1         | Auch                | Pau                  | Hennie Kuiper (NED)                           |
| 1976 | 15    | 1         | Saint-Lary-Soulan   | Pau                  | Wladimiro Panizza (ITA)                       |
| 1972 | 7     | 1         | Baiona              | Pau                  | Wilfried David (BEL)                          |
| 1971 | 16    | 1         | Banhèras de Luishon | Gourette             | Bernard Labourdette (FRA)                     |
| 1970 | 19    | 1         | Banhèras de Bigòrra | Mourenx              | Raymond Delisle (FRA)                         |
| 1969 | 17    | 1         | La Mongie           | Mourenx              | Eddy Merckx (BEL)                             |
| 1968 | 12    | 1         | Pau                 | Saint-Gaudens        | Julio Jiménez (ESP)                           |
| 1967 | 17    | 1         | Banhèras de Luishon | Pau                  | Jean-Claude Theilliere (FRA)                  |
| 1966 | 10    | 1         | Baiona              | Pau                  | Tommaso De Pra (ITA)                          |
| 1965 | 9     | 1         | Dacs                | Banhèras de Bigòrra  | Julio Jiménez (ESP)                           |
| 1964 | 16    | 1         | Banhèras de Luishon | Pau                  | Federico Bahamontes (ESP)                     |
| 1963 | 10    | 1         | Pau                 | Banhèras de Bigòrra  | Federico Bahamontes (ESP)                     |
| 1961 | 17    | 1         | Banhèras de Luishon | Pau                  | Eddy Pauwels (BEL)                            |
| 1960 | 10    | 1         | Mont-de-Marsan      | Pau                  | Graziano Battistini (ITA)                     |
| 1958 | 13    | 1         | Dacs                | Pau                  | Federico Bahamontes (ESP)                     |
| 1957 | 18    | 1         | Saint-Gaudens       | Pau                  | Jean Dotto (FRA)                              |
| 1956 | 11    | 1         | Baiona              | Pau                  | Valentin Huot (FRA)                           |
| 1955 | 18    | 1         | Saint-Gaudens       | Pau                  | Charly Gaul (LUX)                             |
| 1954 | 11    | 1         | Baiona              | Pau                  | Federico Bahamontes (ESP)                     |
| 1953 | 10    | 1         | Pau                 | Cauterets            | Jesús Loroño (ESP)                            |
| 1952 | 18    | 1         | Banhèras de Bigòrra | Pau                  | Fausto Coppi (ITA)                            |
| 1951 | 13    | 1         | Dacs                | Tarbes               | Raphaël Géminiani (FRA)                       |
| 1950 | 11    | 1         | Pau                 | Saint-Gaudens        | Jean Robic (FRA)                              |
| 1949 | 11    | 1         | Pau                 | Banhèras de Luishon  | Fausto Coppi (ITA)                            |
| 1948 | 7     | 1         | Biarritz            | Lorda                | Bernard Gauthier (FRA)                        |
| 1947 | 15    | 1         | Banhèras de Luishon | Pau                  | Jean Robic (FRA)                              |
| 1939 | 9     |           | Pau                 | Tolosa de Llenguadoc | Edward Vissers (BEL)                          |
| 1938 | 8     |           | Pau                 | Banhèras de Luishon  | Gino Bartali (ITA)                            |
| 1937 | 15    |           | Banhèras de Luishon | Pau                  | Mario Vicini (ITA)                            |
| 1936 | 16    |           | Banhèras de Luishon | Pau                  | Sylvère Maes (BEL)                            |
| 1935 | 16    |           | Banhèras de Luishon | Pau                  | Ambrogio Morelli (ITA)                        |
| 1934 | 18    |           | Tarba               | Pau                  | René Vietto (FRA)                             |
| 1933 | 18    |           | Tarba               | Pau                  | Vicente Trueba (ESP)                          |
| 1932 | 5     |           | Pau                 | Banhèras de Luishon  | Vicente Trueba (ESP)                          |
| 1931 | 9     |           | Pau                 | Banhèras de Luishon  | Alfons Schepers (BEL)                         |
| 1930 | 9     |           | Pau                 | Banhèras de Luishon  | Benoît Faure (FRA)                            |
| 1929 | 9     |           | Baiona              | Banhèras de Luishon  | Lucien Buysse (BEL)                           |
| 1928 | 9     |           | Hendaia             | Banhèras de Luishon  | Camille van de Casteele (BEL)                 |
| 1927 | 11    |           | Baiona              | Banhèras de Luishon  | Michele Gordini (ITA)                         |
| 1926 | 10    |           | Baiona              | Banhèras de Luishon  | Lucien Buysse (BEL)                           |
| 1925 | 8     |           | Baiona              | Banhèras de Luishon  | Ottavio Bottecchia (ITA)                      |
| 1924 | 6     |           | Baiona              | Banhèras de Luishon  | Ottavio Bottecchia (ITA)                      |
| 1923 | 6     |           | Baiona              | Banhèras de Luishon  | Robert Jacquinot (FRA)                        |
| 1922 | 6     |           | Baiona              | Banhèras de Luishon  | Jean Alavoine (FRA)                           |
| 1921 | 6     |           | Baiona              | Banhèras de Luishon  | Léon Scieur (BEL) · Luigi Lucotti (ITA)       |
| 1920 | 6     |           | Baiona              | Banhèras de Luishon  | Firmin Lambot (BEL)                           |
| 1919 | 6     |           | Baiona              | Banhèras de Luishon  | Luigi Lucotti (ITA)                           |
| 1914 | 6     |           | Baiona              | Banhèras de Luishon  | Oscar Egg (SUI) · Henri Pélissier (FRA)       |
| 1913 | 6     |           | Baiona              | Banhèras de Luishon  | Eugène Christophe (FRA)                       |
| 1912 | 10    |           | Banhèras de Luishon | Baiona               | Louis Mottiat (BEL) · Eugène Christophe (FRA) |
| 1911 | 10    |           | Banhèras de Luishon | Baiona               | Maurice Brocco (FRA)                          |
| 1910 | 10    |           | Banhèras de Luishon | Baiona               | François Lafourcade (FRA)                     |